# Apographon orestes
Apographon orestes — вид змій родини полозових (Colubridae). Мешкає в Болівії і Аргентині. Це єдиний представник монотипового роду Apographon.

## Поширення і екологія
Apographon orestes поширені від центральної Болівії до провінції Сальта на півночі Аргентини. Вони живуть в східних передгір'ях Анд, на вологих луках пуна, у високогірних чагарниках та у в міжандійських сухих долинах, на висоті від 1300 до 1400 м над рівнем моря.

## Збереження
МСОП класифікує стан збереження цього виду як близький до загрозливого. Apographon orestes загрожує знищення природного середовища.